# Rose of the Rancho
Rose of the Rancho is een Amerikaanse western uit 1914 onder regie van Cecil B. DeMille.

## Verhaal
De Amerikaanse agent Kearney moet in het Wilde Westen de rust herstellen tussen de oorspronkelijke Spaanse landeigenaars en de Amerikaanse pioniers. Esra Kincaid wil de boerderij van Juanita Castro inpikken, maar Kearney wordt verliefd op haar.

## Rolverdeling
| Acteur            | Personage            |
| ----------------- | -------------------- |
| Bessie Barriscale | Juanita Castro       |
| Jane Darwell      | Señora Castro Kenton |
| Dick La Reno      | Esra Kincaid         |
| Jack W. Johnston  | Kearney              |
| Monroe Salisbury  | Don Luis Del Torre   |
| James Neill       | Padre Antonio        |
| Sydney Deane      | Espinoza             |
| William Elmer     | Halfbloed            |
| Jeanie Macpherson | Isabelita            |